# Castillo de Uffington
El castillo de Uffington es un castro univallado de la Edad del Hierro (con la Edad del Bronce subyacente) en Oxfordshire, Inglaterra. Tiene una superficie de unos 32.000 metros cuadrados y está rodeada por dos taludes de tierra separados por un foso con entrada en el extremo occidental. Aparentemente, una segunda entrada en el extremo este fue bloqueada unos siglos después de su construcción. La zanja defensiva original tenía forma de V con una pequeña muralla en forma de caja al frente y una más grande detrás. Había postes de madera en las murallas. Más tarde se profundizó la zanja y se arrojó el material sobrante sobre las murallas para aumentar su tamaño. Un parapeto de piedras de sarsen se alineaba en la parte superior de la muralla más interior. Está muy cerca del caballo blanco de Uffington en White Horse Hill.

Caballo blanco de Uffington, esbozado por William Plenderleath en Los caballos blancos del oeste de Inglaterra (1892)

## Excavaciones
Las excavaciones han indicado que probablemente fue construido en el siglo VII u VIII a. C. y continuó ocupado durante la Edad del Hierro. Se encontraron agujeros para postes aislados dentro del fuerte, pero no hay evidencia de edificios. Sin embargo, los hallazgos de cerámica, pesas de telar y huesos de animales sugieren alguna forma de ocupación. La mayor actividad parece haber sido durante el período romano como atestiguan los artefactos recuperados de los rellenos superiores de la zanja. Las murallas fueron remodeladas para proporcionar más entradas, y parece que se construyó un santuario a principios del siglo IV d. C. Dos montículos oblongos, uno que contienen 46 entierros romano-británicos y otro que contiene ocho entierros sajones, se encuentran cerca.
En la década de 1960, se encontraron huesos de 14 personas en la cercana herrería de Wayland. En 2007 fue posible una datación más precisa. Las personas fueron víctimas de una masacre. Algunos fueron asesinados con flechas. Los cuerpos de dos personas tenían las extremidades arrancadas por los animales. También fueron abandonados a los carroñeros. Michael Wysocki (Universidad de Central Lancashire), que analizó los hallazgos con colegas de la Universidad de Cardiff y del English Heritage, los dató en torno al 3600 a. C.

## Protección
El castro tiene el carácter de Monumento Planificado, y se incluyó en la Ley de Protección de Monumentos Antiguos de 1882 como uno de los primeros 68 sitios en Gran Bretaña e Irlanda en recibir protección legal.  Junto con el Uffington White Horse en las laderas debajo de las murallas, está bajo el cuidado de English Heritage.

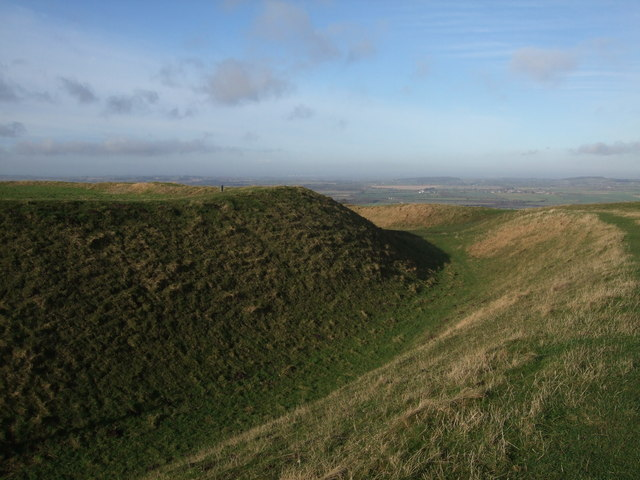
Zanja y murallas
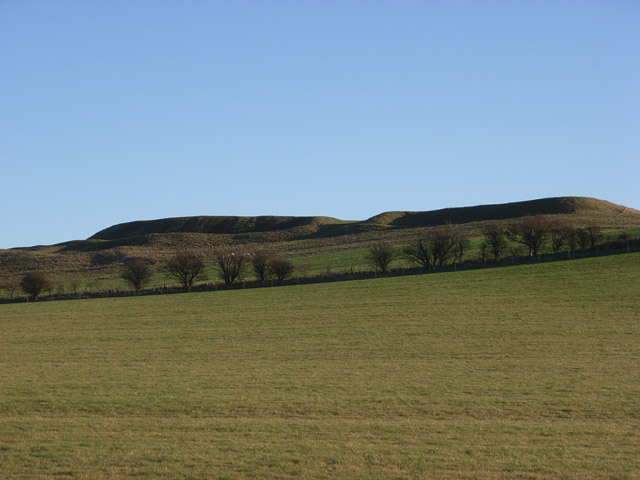
lado oeste
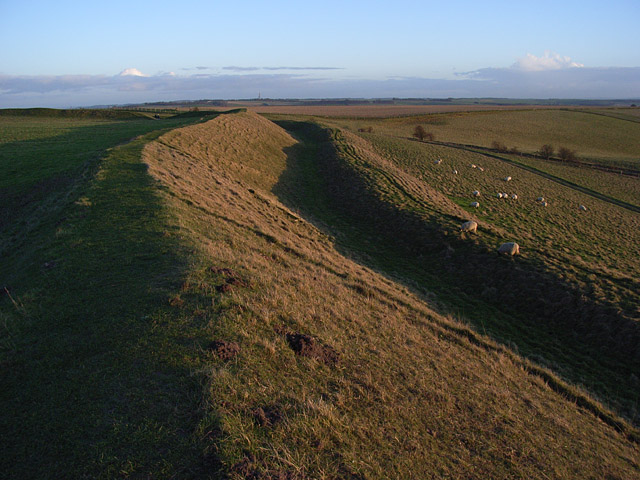
Zanja y banco en el lado sureste